# Голдберг, Джона
Джона Голдберг (англ. Jonah Jacob Goldberg; род. 21 марта 1969, Нью-Йорк) — американский политолог, колумнист и публицист консервативного толка, главный редактор National Review Online, редактор-основатель The Dispatch (с 2021).

## Биография
Родился на Манхэттэне, в семье Сиднея Голдберга (Sidney Goldberg, 1931—2005) и Люсьен Голдберг (Lucianne Goldberg, урождённой Стайнбергер, род. 1935). Мать была вовлечена в скандал с Моникой Левински и последующий импичмент Билла Клинтона.
Окончил Гаучер-колледж (1991). В период обучения занялся журналистикой. Вскоре после окончания колледжа начал сотрудничать в Американском институте предпринимательства, работал продюсером программ по актуальным политическим вопросам на телевидении, а в 1998 году начал работать в «National Review» как колумнист и редактор.
В 2008 году вышла его книга «Liberal Fascism: The Secret History of the American Left, From Mussolini to the Politics of Meaning», на седьмой неделе с момента публикации достигшая первой строчки в списке национальных бестселлеров по версии The New York Times. В 2013 году опубликовал свою вторую книгу — «The Tyranny of Cliches: How Liberals Cheat in the War of Ideas».
Выступает в качестве комментатора на различных телеканалах консервативной направленности.

## Книги
- Liberal Fascism: The Secret History of the American Left, From Mussolini to the Politics of Meaning. Doubleday, 2008. — 496 p.
- The Tyranny of Clichés: How Liberals Cheat in the War of Ideas. Penguin books, 2012. — 320 p.
- Suicide of the West: How the Rebirth of Tribalism, Populism, Nationalism, and Identity Politics is Destroying American Democracy. Crown Forum, 2018. — 464 p.

## На русском языке
- Либеральный фашизм. М.: Рид Групп, 2012[1].